# Буда (Ошешти)
Буда (рум. Buda) насеље је у Румунији у округу Васлуј у општини Ошешти. Oпштина се налази на надморској висини од 157 m.

## Становништво
Према подацима из 2002. године у насељу је живело 1417 становника, од којих су сви румунске националности.